# Sous-préfecture de M'Boi Mirim
La sous-préfecture de M'Boi Mirim est régie par la loi no 13999 du 1er août 2002 et est l'une des 32 sous-préfectures de la municipalité de São Paulo. Elle comprend deux districts : Jardim Ângela et Jardim São Luís, qui couvrent ensemble une superficie de 62 km², habitée par plus de 550 000 personnes. Elle abrite le Centro Empresarial de São Paulo. Elle est desservie par la ligne 5 - Lilas du métro de São Paulo.

## Histoire
La première occupation du site a eu lieu en 1607, les premières installations étant l'Engenho de Nossa Senhora da Assunção de Ibirapuera et la première extraction de minerai de fer en Amérique du Sud, la dernière étant achevée 20 ans après sa construction.
Après cela, la région de M'Boi Mirim a été oubliée pendant près de 200 ans, avec son deuxième processus d'occupation qui n'a eu lieu qu'en 1829, en raison de l'arrivée de Pierre Ier du Brésil qui a amené avec lui 129 immigrants allemands pour occuper M'Boi Mirim. pendant la période de colonisation du Brésil.
Ce qui a stimulé l'activité économique de la région, c'est le fait que Santo Amaro (l'ancien village de M'Boi Mirim) a été élevé au rang de municipalité et à partir de là, il a produit des produits tels que des pommes de terre, du maïs, de la viande et autres. Cet événement permit, en 1886, la construction de la première liaison de tramway à vapeur entre les deux villes.
En 1934, avec l'inauguration de l'aéroport de Congonhas, le gouvernement de l'État détermina l'extinction de M'Boi Mirim. Cependant, dans les années 50, plusieurs fermes et fermes ont commencé à être démembrées, dans la zone sud des villages, des maisons et des usines ont vu le jour. Tout cela s'est produit lentement jusqu'aux années 60, lorsque la croissance désordonnée de l'endroit s'est produite.

## Toponyme
Le toponyme « M'Boi Mirim » est d'origine tupi : il signifie « petit serpent », par la jonction de mboîa (serpent) et mirim (petit).